# Kåtlamptjärnen
Kåtlamptjärnen är en sjö i Arvika kommun i Värmland och ingår i Göta älvs huvudavrinningsområde. Sjön är 12 meter djup, har en yta på 0,033 kvadratkilometer och är belägen 259 meter över havet.